# 威正雅拜台吉
威正雅拜台吉（？—1587年），又作委敬阿拜、威正恰，16世纪蒙古右翼多伦土默特部領主，达延汗玄孙，不只吉儿台吉之孙，多罗土蛮把都儿黄台吉的长子。
与父兄驻牧在丰州之西没纳河（今属于内蒙古呼和浩特市）。隆庆五年（1571年），明朝和俺答汗达成封贡协议，明朝封他为千户，与明朝互市于山西岢岚、大同得胜堡。万历十四年（1586年），与父亲率三万骑兵拥兵西行，想要进入青海攻掠当地藏族。万历十五年（1587年），率军至青海掠夺藏族，明军把他们击败，与父亲同时被杀。